# Kristian Haynes
Kristian Haynes (* 20. Dezember 1980 in Malmö) ist ein ehemaliger schwedischer Fußballspieler US-amerikanischer Herkunft. Nach dem Ende seiner aktiven Laufbahn begann der Mittelfeldspieler eine Trainerkarriere.

## Werdegang
Haynes begann 1987 mit dem Fußballspielen bei Oxie IF. Für den Verein debütierte er bereits als Fünfzehnjähriger in der ersten Mannschaft, die in der Division 4 antrat. 1998 wechselte er zu Malmö FF, wo er zunächst in der Jugend des Klubs spielte. An der Seite von Matías Concha, Jimmy Tamandi und Zlatan Ibrahimović gelang der Gewinn des schwedischen Jugendmeistertitels. Dabei gehörte er mit 20 Toren in 18 Spielen zu den torgefährlichsten Spielern der Nachwuchsrunde.
2000 wechselte Haynes zu IFK Trelleborg in die Division 2. Nach nur einer Spielzeit zog er weiter zum Ligarivalen Höllvikens GIF. 2002 wurde er von Trelleborgs FF verpflichtet. In der Superettan konnte er sich auf Anhieb als Stammspieler etablieren. In der zweiten Spielzeit trug er mit elf Toren zum Aufstieg des Klubs in die Allsvenskan bei. In seinem ersten Erstligajahr kam er auf 22 Einsätze, konnte aber nur noch zwei Tore erzielen. Am Ende der Spielzeit 2004 stieg die Mannschaft als Tabellenletzte wieder ab.
Haynes verließ nach dem Abstieg den Klub und wechselte zum Ligarivalen AIK. Auch hier war er auf Anhieb Stammspieler und konnte sechs Tore erzielen. In den beiden folgenden Jahren wurde er jedoch zunehmend von diversen Verletzungen geplagt und kam kaum noch zu Spieleinsätzen. Im Juli 2007 sorgte er für einen Eklat während eines Spiels in der Qualifikation zum UEFA-Pokal gegen den Glentoran FC. Nachdem Trainer Rikard Norling ihn zum Aufwärmen geschickt hatte, letztlich aber drei andere Spieler eingewechselt hatte, ging er kurzerhand in die Kabine zum Duschen. Daraufhin wurde er für eine Woche vom Trainer suspendiert.
Ende August 2007 kehrte Haynes zu Trelleborgs FF zurück, der in die Allsvenskan wieder aufgestiegen war. Bis zum Saisonende spielte er achtmal mit der Rückennummer „26“ für die Mannschaft, die aufgrund des besseren Torverhältnisses gegenüber dem punktgleichen Konkurrenten IF Brommapojkarna die Klasse halten konnte. In der folgenden Spielzeit erhielt er die Rückennummer „8“ und etablierte sich endgültig im Mittelfeld des Klubs. Mit vier Saisontoren – darunter ein Elfmetertor – im Verlauf der Spielzeit 2009 gehörte er an der Seite von Andreas Drugge, Dennis Melander und Peter Abelsson zu den Stützen, die dem Klub zum neunten Tabellenplatz verhalfen. In der folgenden Spielzeit verbesserte er seine Toranzahl und gehörte mit sechs Saisontoren zu den besten vereinsinternen Torschützen. Als Tabellenfünfter verpasste er mit dem Klub nur knapp die Qualifikation für den Europapokal. Zwar verbesserte er in der Spielzeit 2011 seine Torausbeute auf neun Saisontreffer, an der Seite von Marcus Pode, Joakim Nilsson und Viktor Noring verpasste er als Tabellenvorletzter mit dem Verein den Klassenerhalt in der höchsten Spielklasse. In der zweiten Liga von Verletzungen gebremst, gehörte er hier nur zeitweise zur Stammformation. Zwar erzielte er sechs Saisontore in 18 Spielen, dennoch stieg der Klub am Ende der Zweitliga-Spielzeit 2012 in die Drittklassigkeit ab.
Kurz vor Heiligabend 2012 unterzeichnete Haynes beim Erstligisten Mjällby AIF einen bis Ende 2015 gültigen Kontrakt, er schloss sich den Südschweden ablösefrei an. In seiner ersten Spielzeit beim Klub war er mit zehn Saisontoren vereinsintern bester Torschütze und somit entscheidend am Klassenerhalt beteiligt. An diesen Erfolg knüpfte er nicht an, in der Spielzeit 2014 erzielte er lediglich vier Treffer. Einhergehend mit dem persönlichen Misserfolg rutschte auch der Klub ans Tabellenende ab. Trotz eines Trainerwechsels von Lars Jacobsson zu Anders Linderoth im Juli beendete der Verein die Spielzeit auf einem Abstiegsplatz.
Anfang 2015 wechselte Haynes ein weiteres Mal zurück zu Trelleborgs FF in die drittklassige Division 1. Als Meister der Südstaffel gelang am Ende der Spielzeit 2015 die Zweitligarückkehr. Nach einem Mittelfeldplatz beendete der Klub die Spielzeit 2017 als Tabellendritter und qualifizierte sich somit für die Relegation zur Allsvenskan. Dort setzte sich die Mannschaft gegen Jönköpings Södra IF durch und schaffte den Erstligaaufstieg. Haynes, der als Ergänzungsspieler unregelmäßig zum Einsatz gekommen war, beendete anschließend seine aktive Laufbahn und wechselte als für die Jugendarbeit zuständiger Sportchef sowie Trainerassistent von Aufstiegstrainer Patrick Winqvist in den Funktionsstab.
Als der Klub kurz vor Ende der Erstligasaison 2018 als Absteiger feststand, wurde Wingqvist im November 2018 entlassen und Haynes mit der vorübergehenden Trainingsarbeit betraut. Vor der folgenden Spielzeit übernahm Peter Swärdh den Cheftrainerposten, dem Haynes als Assistent zuarbeitete. In der Spielzeit 2019 stand der Klub auch in der Superettan im Abstiegskampf. Ende Oktober wurde Swärdh daraufhin beurlaubt und Haynes rückte abermals nach. Mit drei Punkten Vorsprung auf die Relegationsplätze gelang der Klassenerhalt. Nach Saisonende wurde er dauerhaft mit der Rolle des Cheftrainers betraut. Am Ende der Spielzeit 2020 schaffte die Mannschaft erst im Elfmeterschießen in der Relegation gegen IF Brommapojkarna den Klassenerhalt und etablierte sich in der Folge in der zweiten Liga. Nach einem vierten Platz in der Endabrechnung der Spielzeit 2022 beendete er sein Engagement, der Klub bestimmte den bisherigen Scout Per-Ola Ljung zum Nachfolger.